# Healer
Healer (v korejském originále 힐러, Hilleo) je jihokorejský televizní seriál z roku 2014, v němž hrají Či Čchang-uk, Pak Min-jong a Ju Či-tä. Vysílán byl na KBS2 od 8. prosince 2014 do 10. února 2015 každé pondělí a úterý v 21:55 po 16 epizod.

## Obsazení
- Či Čchang-uk jako So Čung-hu/Pak Pong-su/Healer
- Pak Min-jong jako Čchä Jong-sim
- Ju Či-tä jako Kim Mun-ho